# 吕萨克
吕萨克（法語：Lussac，法語發音：[lysak]）是法国吉伦特省的一个市镇，属于利布尔讷区。

## 地理
吕萨克（44°57'0"N, 0°5'46"W）面积23.43 平方千米，位于法国新阿基坦大区吉倫特省，该省份为法国西南部沿海省份，是法國本土面积最大的省，北起滨海夏朗德省，西临大西洋，南至朗德省，东南接洛特-加龍省，东临多爾多涅省。
与吕萨克接壤的市镇（或旧市镇、城区）包括：皮斯甘、阿布扎克、莱萨尔蒂盖德吕萨克、蒙塔涅、佩蒂特-帕莱和科尔南普、圣梅达尔-德吉济耶尔、塔亚克。

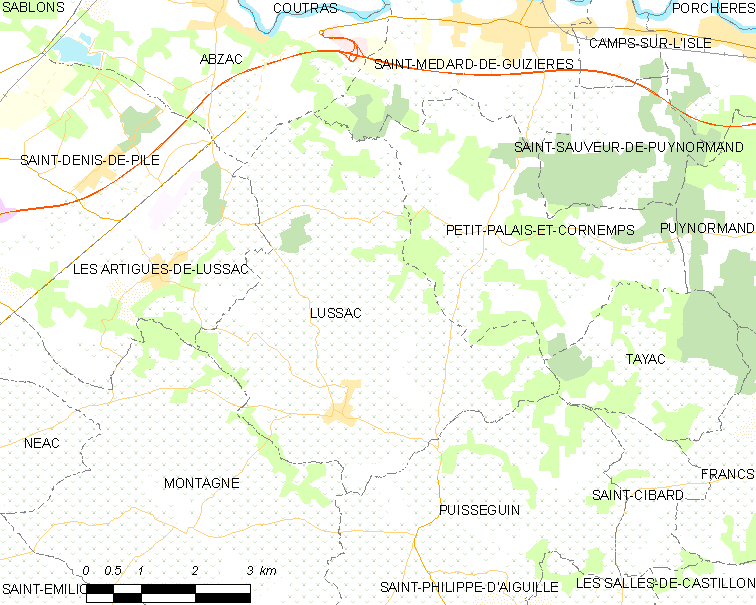
吕萨克的OSM定位图

吕萨克的时区为UTC+01:00、UTC+02:00（夏令时）。

## 行政
吕萨克的邮政编码为33570，INSEE市镇编码为33261。

## 政治
吕萨克所属的省级选区为北利布尔奈县。

## 人口

1962-2008年间吕萨克人口变化图示

吕萨克于2022年1月1日时的人口数量为1146人。